# Приморск (Лењинградска област)
Приморск (рус. Приморск), до 1948. Којвисто (рус. Ко́йвисто; фин. Koivisto; швед. Björkö) град је на северозападу европског дела Руске Федерације. Налази се у северозападном делу Лењинградске области, на подручју Виборшког рејона.
Према проценама националне статистичке службе за 2015. у граду је живело 5.791 становника.
Лука у Приморску је један од најважнијих лучких центара на целом северозападу Русије, и преко ње се ка остатку Европе извозе значајне количине нафте и нафтних прерађевина.

## Географија
Град Приморск налази се на на обали Финског залива, на југозападу Карелијске превлаке (Виборшки рејон). Јужно од града налазе се Берјозовска острва, архипелаг од 16 острва која се налазе на листи заштићених орнитолошких подручја. Острва су од града одвојена уским Бјеркесундским мореузом.
Град се налази на око 137 километара западно од Санкт Петербурга, односно на око 45 километара северно од рејонског центра Виборга. Кроз град пролази железница на релацији Санкт Петербург–Виборг.

## Историја
Данашњи град се у писаним изворима први пут помиње 1268. године у документу којим су ханзеатски трговци са Готланда тражили од владара Новгородске Републике сигуран пролаз Невом ка унутрашњости. У том документу помиње се као „насеље окружено брезовом шумом” или Берјозовско (рус. Берёзовское; швед. Björkö). Већ 1293. Швеђани су током Трећег шведског крсташког похода на Карелију заузели цело то подручје и све до 1709. насеље је било познато под шведским именом Бјерке.
У границе јединствене руске државе улази 1719. (заједно са Виборгом) након великих освајачких похода Петра Великог на западу земље, и постаје делом Санктпетербуршке губерније. Исте године на острву Велики Берјозов постављена је гранична караула. Ништатским миром из 1721. године окончан је Велики северни рат, а Шведска је трајно изгубила своје дотадашње територије на Карелијској превлаци.
У периоду између 1920. и 1940. насеље се налазило у саставу независне државе Финске и у том периоду било је познато под именом Којвисто (фин. Koivisto). По окончању Финског рата, а сходно одредбама Московског мировног уговора, Којвисто 1940. улази у састав Совјетског Савеза, а исте године му је додељен званични административни статус града. Град је привремено, током Другог светског рата (од 2. септембра 1941. до 18. јуна 1944) био под окупацијом финске војске.
Садашње име носи од 1. октобра 1948. године, када је донесен закон о русификацији топонима на подручју које је некада припадало Финској.
Током 20. века Приморск се профилисао као спољна лука града Виборга.

## Демографија
Према подацима са пописа становништва 2010. у граду је живело 6.119 становника, док је према проценама националне статистичке службе за 2015. град имао 5.791 становника.
| 1939. | 1959. | 1970. | 1979. | 1989. | 2002. | 2010. | 2015. |
| ----- | ----- | ----- | ----- | ----- | ----- | ----- | ----- |
| 2.257 | 3.897 | 5.521 | 6.258 | 6.637 | 5.332 | 6.119 | 5.791 |

## Приморска лука
Током осамдесетих година прошлог века највећи део теретног саобраћаја Совјетског Савеза на Балтику одвијао се преко лука које су се налазиле у некадашњим балтичким совјетским републикама. Тек 4 од укупно 9 лучких центара налазили су се на територији данашње Русије (Калињинград, Виборг, Висоцк и Лењинград). Како је након распада Совјетског Савеза Русија изгубила могућност транспорта роба преко лука у Естонији, Летонији и Литванији, руска влада је 1993. године донела одлуку о градњи 4 нова лучка центра на територији Лењинградске области. Град Приморск је одабран као место будуће специјализоване луке за транспорт нафте и нафтних прерађевина.
Градња луке Приморск започела је 2000. године, а већ у децембру наредне године употребну дозволу су добила прва два веза у луци. Још два веза саграђена су током 2004, односно 2006. године када је и Балтички нафтовод (грађен од 1997. године), којим је сирова нафта допремана до луке, достигао свој максимални капацитет.
Лука се налази на око 5 километара југоисточно од средишта града Приморска. Копнени део луке обухвата површину од 2,5 км², док лучка акваторија обухвата 32,3 км². На докове приморске луке могу да пристају танкери максималне тонаже до 150.000 тона, дужине до 307 m, односно ширине до 55 m, и са газом од чак 15,5 m.
У оквиру луке налази се 18 танкова за нафту капацитета до 50.000 тона нафте, те неколико танкова који се користе у случајевима хаварија на танкерима.
Године 2009. кроз ову луку је транспортовано око 79,1 милиона тона нафтних производа.

## Градске знаменитости
Архитектонски најупечатљивији део Приморска је некадашња лутеранска црква посвећена Марији Магдалени грађена у периоду 1902–1904. у стилу неоготике са елементима модерне. Цкву је пројектовао фински архитект Јосеф Стенбек.